# Argentin labdarúgó-bajnokság (első osztály)
A Primera División Argentína első osztályú labdarúgó-bajnoksága, melyet 1891-ben hoztak létre, így ez a bajnoki rendszer lett az első, melyet a Brit-szigeteken kívül bonyolítottak le. Az argentin labdarúgás legfelsőbb szintjét, 2015-ben a világ hetedik legerősebb bajnokságának rangsorolták.

## Története

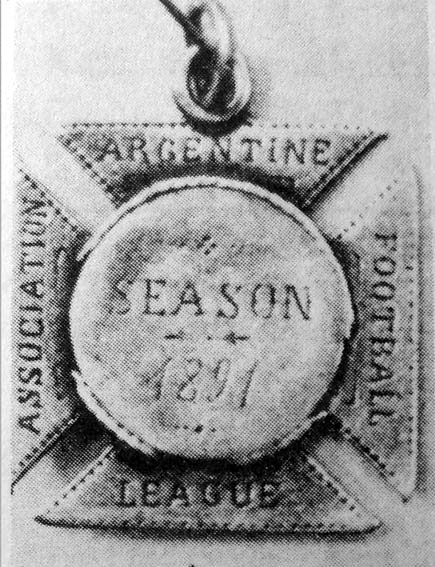
Az 1891-es bajnoki medál

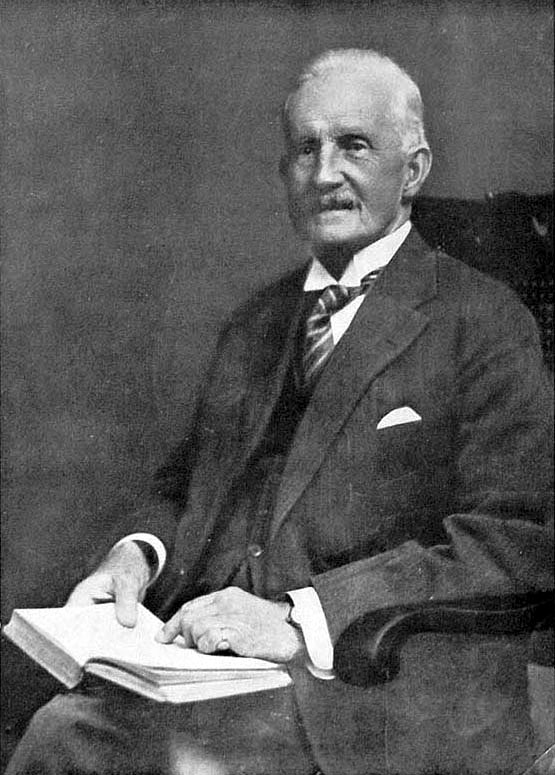
Alexander Watson Hutton

1867. június 20-án, a Buenos Aires-i krikett klubban játszották az első labdarúgó mérkőzést Argentínában, de egészen 1882-ig a futball nem váltott ki különösebb érdeklődést az országban.
Alexander Watson Hutton, skót bevándorló és tanár 1882-ben érkezett Buenos Airesbe és a St. Andrew's iskolában kezdett testnevelést oktatni. Foglalkozásain rendszeresen űzték a labdarúgást, majd 1884. február 4-én megalapította Buenos Aires angol főiskolájában az első akadémiát.

### Amatőr időszak
1891-ben Alec Lamont a St. Andrew's igazgatója megalkotta az Argentine Association Football League-et, és öt csapat részvételével megrendezte az első labdarúgó-bajnokságot, amelyet a skót iskola együttese nyert meg. A mindössze egy szezont megélt AAFL bajnokságát, hivatalosan is az első argentin pontvadászatnak tartja az AFA.
A következő évben a bajnoki küzdelmek elmaradtak, de 1893. február 21-én Hutton hat csapat közreműködésével (Quilmes, Old Caledonians, St. Andrew’s, Buenos Aires English High School, Lomas és a Flores) létrehozta az Argentin labdarúgó-szövetséget (AFA) és azóta megszakítás nélkül rendezik a bajnoki küzdelmeket, mellyel magukénak tudhatják a világ leghosszabb bajnoki sorozatát.
1934-ig rendeztek az amatőr szövetségek (FAF, AAmF, LAF) bajnokságokat, azonban az 1931-ben bevezetett professzionális bajnoksággal (ahol 18, az amatőr ligából kivált egyesület vett részt) nem tudtak a továbbiakban lépést tartani.

### A professzionalizmus bevezetése
A bajnokságok rendszerén a profi rendszer bevezetése óta, az Argentin labdarúgó-szövetség több alkalommal változtatott. Egészen 2014-ig a Dél-Amerika országaiban használt szisztéma alapján működtek a bajnoki küzdelmek, de a 2014-es kiírásban már csak egy sorozat győztese büszkélkedhetett a bajnok címmel. A 20 csapatos rendszer a következő évre viszont szintén módosult és a 2015-ös szezonnyitóra már 30 klub neve szerepelt a táblázaton. A 2016-os szezonban 30 együttes 2 zónában mérkőzött a bajnoki trófeáért. 3 csapattól megvált a liga, egy pedig feljutott az elit bajnokságba a második vonalból. Az augusztustól induló szezon, így már 28 csapattal indult 2017-ben. A júliusig tartó második szakasz végén 4 csapat búcsúzik, és a Primera B Nacional küzdelmeiben folytatja, míg a másodosztály 2 legjobb együttese feljut és a Primera División tagjává válik a következő szezonban. Az évek során csökkentett létszám a 2019–20-as bajnokságra már 24 csapatra szűkült.
A 2016-os szezonban zónánként mindenki egyszer mérkőzött meg ellenfelével, valamint egy oda-visszavágós mérkőzést játszottak a rivális csapatuk ellen. A zónák első helyezettjei kétszer találkoznak a nagy döntő keretein belül.
2017-től a bajnokságban a csapatok egy alkalommal lépnek pályára ellenfeleik ellen.

## A professzionális liga alapító együttesei
| Csapat                | Település    |
| --------------------- | ------------ |
| Argentinos Juniors    | Buenos Aires |
| Atlanta               | Buenos Aires |
| Boca Juniors          | Buenos Aires |
| Chacarita Juniors     | Villa Maipú  |
| Estudiantes LP        | La Plata     |
| Ferro Carril Oeste    | Buenos Aires |
| Gimnasia y Esgrima LP | La Plata     |
| Huracán               | Buenos Aires |
| Independiente         | Avellaneda   |

| Csapat            | Település            |
| ----------------- | -------------------- |
| Lanús             | Lanús                |
| Platense          | Florida              |
| Quilmes           | Quilmes              |
| Racing Club       | Avellaneda           |
| River Plate       | Buenos Aires         |
| San Lorenzo       | Buenos Aires         |
| Talleres Escalada | Remedios de Escalada |
| Tigre             | Victoria             |
| Vélez Sarsfield   | Buenos Aires         |

## A 2019–20-as szezon résztvevői
| Csapat                | Település             |
| --------------------- | --------------------- |
| Aldosivi              | Mar del Plata         |
| Argentinos Juniors    | Buenos Aires          |
| Arsenal de Sarandí    | Buenos Aires          |
| Banfield              | Banfield              |
| Central Córdoba       | Santiago del Estero   |
| Boca Juniors          | Buenos Aires          |
| Colón                 | Santa Fe              |
| Defensa y Justicia    | Florencio Varela      |
| Estudiantes LP        | La Plata              |
| Gimnasia y Esgrima LP | La Plata              |
| Godoy Cruz            | Godoy Cruz            |
| Huracán               | Buenos Aires          |
| Independiente         | Avellaneda            |
| Lanús                 | Lanús                 |
| Newell’s Old Boys     | Rosario               |
| Patronato             | Paraná                |
| Racing Club           | Avellaneda            |
| River Plate           | Buenos Aires          |
| Rosario Central       | Rosario               |
| San Lorenzo           | Buenos Aires          |
| Talleres Córdoba      | Córdoba               |
| Tucumán               | San Miguel de Tucumán |
| Unión Santa Fe        | Santa Fe              |
| Vélez Sarsfield       | Buenos Aires          |

## A bajnokságok győztesei (1891–)

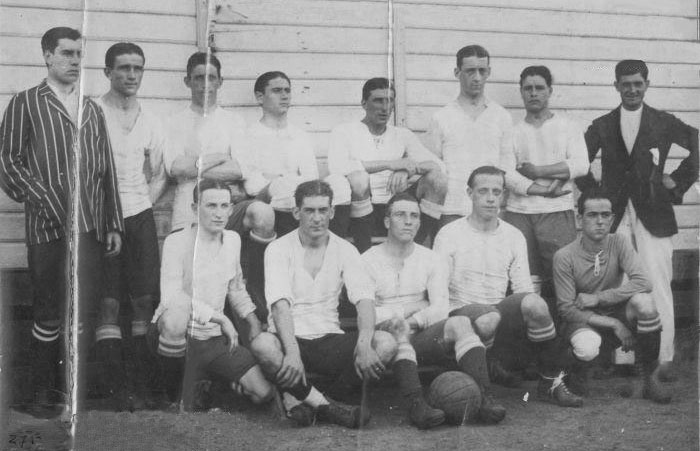
Racing, 1917

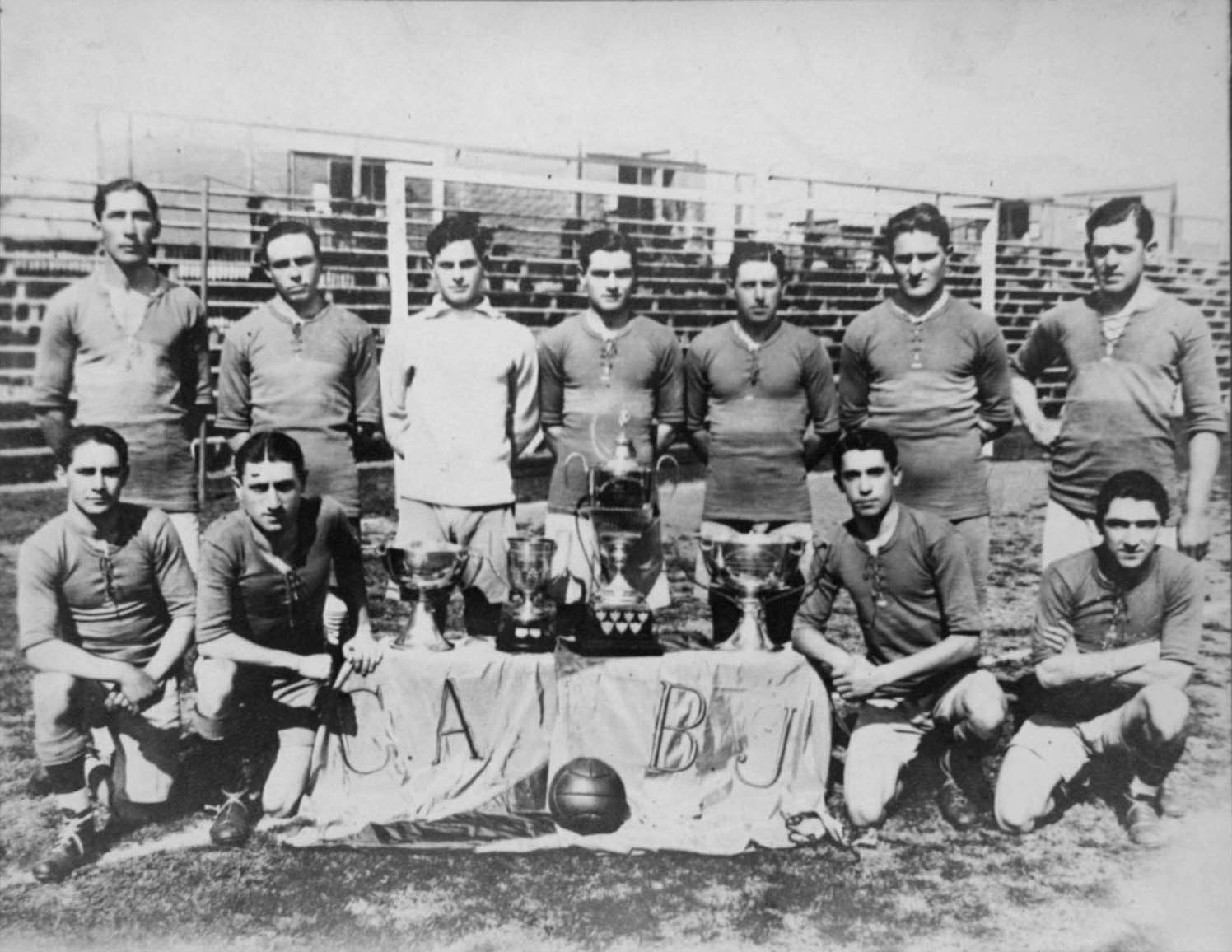
A Boca Juniors 1919-es bajnokai

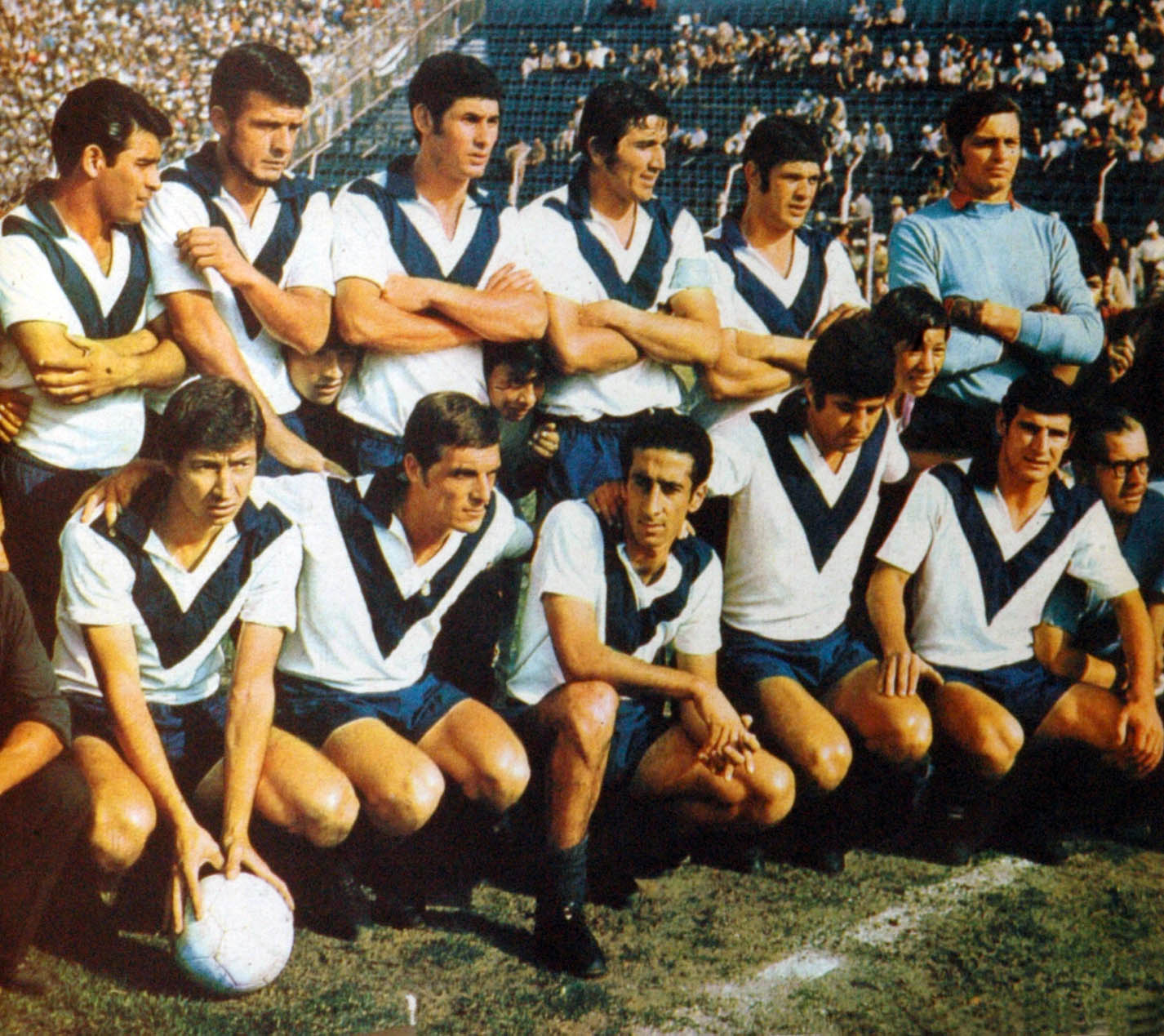
Az év végén a Vélez Sarsfield játékosai ünnepelhettek 1968-ban

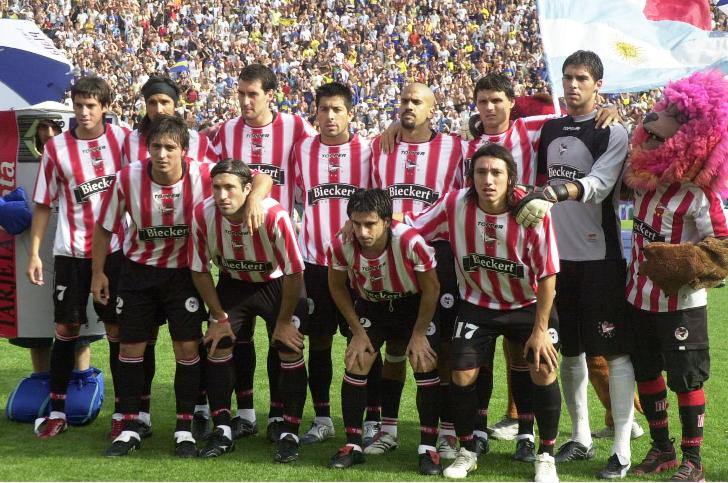
A 2006-os Apertura bajnoka az Estudiantes csapata

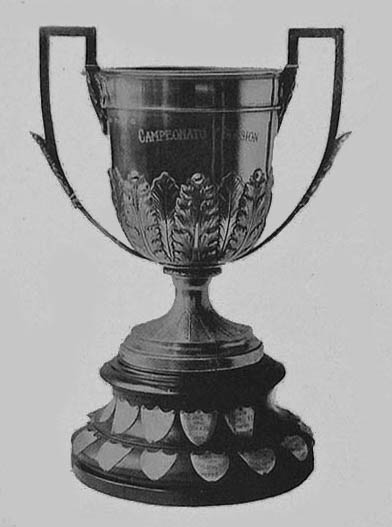
Az újra feltűnt Copa Campeonato

| Szezon  | Bajnok                  | Második                 | Harmadik                                  |
| ------- | ----------------------- | ----------------------- | ----------------------------------------- |
| 1891    | St. Andrew’s            | Old Caledonians         | Buenos Aires and Rosario Railway          |
| 1892    | Nem rendezték meg       | Nem rendezték meg       | Nem rendezték meg                         |
| 1893    | Lomas                   | Flores                  | Quilmes                                   |
| 1894    | Lomas                   | Rosario AC              | Flores                                    |
| 1895    | Lomas                   | Lomas Academy           | Flores                                    |
| 1896    | Lomas Academy           | Flores                  | Lomas                                     |
| 1897    | Lomas                   | Lanús AC                | Belgrano                                  |
| 1898    | Lomas                   | Lobos                   | Belgrano                                  |
| 1899    | Belgrano                | Lobos                   | Lomas                                     |
| 1900    | Alumni                  | Lomas                   | Belgrano                                  |
| 1901    | Alumni                  | Belgrano                | Quilmes                                   |
| 1902    | Alumni                  | Barracas                | Quilmes                                   |
| 1903    | Alumni                  | Belgrano                | Barracas                                  |
| 1904    | Belgrano                | Alumni                  | Lomas                                     |
| 1905    | Alumni                  | Belgrano                | Estudiantes (BA)                          |
| 1906    | Alumni                  | Lomas                   | Quilmes                                   |
| 1907    | Alumni                  | Estudiantes (BA)        | San Isidro                                |
| 1908    | Belgrano                | Alumni                  | Argentino (Q)                             |
| 1909    | Alumni                  | River Plate             | Quilmes                                   |
| 1910    | Alumni                  | Porteño                 | Belgrano                                  |
| 1911    | Alumni                  | Porteño                 | San Isidro                                |
| 1912    | Quilmes                 | San Isidro              | Racing Club                               |
| 1912    | Porteño                 | Independiente           | Estudiantes (LP)                          |
| 1913    | Racing Club             | San Isidro              | River Plate                               |
| 1913    | Estudiantes (LP)        | Gimnasia y Esgrima (BA) | Argentino (Q)                             |
| 1914    | Racing Club             | Estudiantes (BA)        | Boca Juniors                              |
| 1914    | Porteño                 | Estudiantes (LP)        | Independiente                             |
| 1915    | Racing Club             | San Isidro              | River Plate                               |
| 1916    | Racing Club             | Platense                | River Plate                               |
| 1917    | Racing Club             | River Plate             | Huracán                                   |
| 1918    | Racing Club             | River Plate             | Boca Juniors                              |
| 1919    | Boca Juniors            | Estudiantes (LP)        | Huracán                                   |
| 1919    | Racing Club             | Vélez Sarsfield         | River Plate                               |
| 1920    | Boca Juniors            | Banfield                | Huracán                                   |
| 1920    | River Plate             | Racing Club             | San Lorenzo                               |
| 1921    | Huracán                 | Del Plata               | Boca Juniors                              |
| 1921    | Racing Club             | River Plate             | Independiente                             |
| 1922    | Huracán                 | Sportivo Palermo        | Boca Juniors                              |
| 1922    | Independiente           | River Plate             | San Lorenzo                               |
| 1923    | Boca Juniors            | Huracán                 | Sportivo Barracas                         |
| 1923    | San Lorenzo             | Independiente           | River Plate                               |
| 1924    | Boca Juniors            | Temperley               | Sportivo Dock Sud                         |
| 1924    | San Lorenzo             | Gimnasia y Esgrima (LP) | Independiente                             |
| 1925    | Huracán                 | Nueva Chicago           | El Porvenir                               |
| 1925    | Racing Club             | San Lorenzo             | Sportivo Almagro                          |
| 1926    | Boca Juniors            | Argentinos Juniors      | Huracán                                   |
| 1926    | Independiente           | San Lorenzo             | Platense                                  |
| 1927    | San Lorenzo             | Boca Juniors            | Lanús                                     |
| 1928    | Huracán                 | Boca Juniors            | Estudiantes (LP)                          |
| 1929    | Gimnasia y Esgrima (LP) | Boca Juniors            | River Plate                               |
| 1930    | Boca Juniors            | Estudiantes (LP)        | River Plate                               |
| 1931    | Estudiantil Porteño     | Almagro                 | Sportivo Buenos Aires                     |
| 1931    | Boca Juniors            | San Lorenzo             | Estudiantes (LP)                          |
| 1932    | Sportivo Barracas       | Barracas Central        | Colegiales                                |
| 1932    | River Plate             | Independiente           | Racing Club                               |
| 1933    | Sportivo Dock Sud       | Nueva Chicago           | Banfield                                  |
| 1933    | San Lorenzo             | Boca Juniors            | Racing Club                               |
| 1934    | Estudiantil Porteño     | Banfield                | Defensores de Belgrano                    |
| 1934    | Boca Juniors            | Independiente           | San Lorenzo                               |
| 1935    | Boca Juniors            | Independiente           | San Lorenzo                               |
| 1936    | San Lorenzo             | Huracán                 | Boca Juniors                              |
| 1936    | River Plate             | San Lorenzo             | Racing Club                               |
| 1936    | River Plate             | San Lorenzo             |                                           |
| 1937    | River Plate             | Independiente           | Boca Juniors                              |
| 1938    | Independiente           | River Plate             | San Lorenzo                               |
| 1939    | Independiente           | River Plate             | Huracán                                   |
| 1940    | Boca Juniors            | Independiente           | River Plate                               |
| 1941    | River Plate             | San Lorenzo             | Newell’s Old Boys                         |
| 1942    | River Plate             | San Lorenzo             | Huracán                                   |
| 1943    | Boca Juniors            | River Plate             | San Lorenzo                               |
| 1944    | Boca Juniors            | River Plate             | Estudiantes (LP)                          |
| 1945    | River Plate             | Boca Juniors            | Independiente                             |
| 1946    | San Lorenzo             | Boca Juniors            | River Plate                               |
| 1947    | River Plate             | Boca Juniors            | Independiente                             |
| 1948    | Independiente           | River Plate             | Estudiantes (LP)                          |
| 1949    | Racing Club             | River Plate             | Platense                                  |
| 1950    | Racing Club             | Boca Juniors            | Independiente                             |
| 1951    | Racing Club             | Banfield                | River Plate                               |
| 1952    | River Plate             | Racing Club             | Independiente                             |
| 1953    | River Plate             | Vélez Sarsfield         | Racing Club                               |
| 1954    | Boca Juniors            | Independiente           | River Plate                               |
| 1955    | River Plate             | Racing Club             | Boca Juniors                              |
| 1956    | River Plate             | Lanús                   | Boca Juniors                              |
| 1957    | River Plate             | San Lorenzo             | Racing Club                               |
| 1958    | Racing Club             | Boca Juniors            | San Lorenzo                               |
| 1959    | San Lorenzo             | Racing Club             | Independiente                             |
| 1960    | Independiente           | River Plate             | Argentinos Juniors                        |
| 1961    | Racing Club             | San Lorenzo             | River Plate                               |
| 1962    | Boca Juniors            | River Plate             | Gimnasia y Esgrima (LP)                   |
| 1963    | Independiente           | River Plate             | Racing Club                               |
| 1964    | Boca Juniors            | Independiente           | River Plate                               |
| 1965    | Boca Juniors            | River Plate             | Vélez Sarsfield                           |
| 1966    | Racing Club             | River Plate             | Boca Juniors                              |
| 1967    | Estudiantes (LP)        | Racing Club             | Platense Independiente                    |
| 1967    | Independiente           | Estudiantes (LP)        | Vélez Sarsfield                           |
| 1968    | San Lorenzo             | Estudiantes (LP)        | Vélez Sarsfield River Plate               |
| 1968    | Vélez Sarsfield         | River Plate             | Racing Club                               |
| 1969    | Chacarita Juniors       | River Plate             | Racing Club Boca Juniors                  |
| 1969    | Boca Juniors            | River Plate             | San Lorenzo                               |
| 1970    | Independiente           | River Plate             | San Lorenzo                               |
| 1970    | Boca Juniors            | Rosario Central         | Chacarita Juniors Gimnasia y Esgrima (LP) |
| 1971    | Independiente           | Vélez Sarsfield         | Chacarita Juniors                         |
| 1971    | Rosario Central         | San Lorenzo             | Independiente Newell’s Old Boys           |
| 1972    | San Lorenzo             | Racing Club             | Huracán                                   |
| 1972    | San Lorenzo             | River Plate             | Boca Juniors                              |
| 1973    | Huracán                 | Boca Juniors            | San Lorenzo                               |
| 1973    | Rosario Central         | River Plate             | Atlanta                                   |
| 1974    | Newell’s Old Boys       | Rosario Central         | Boca Juniors                              |
| 1974    | San Lorenzo             | Rosario Central         | Vélez Sarsfield                           |
| 1975    | River Plate             | Huracán                 | Boca Juniors                              |
| 1975    | River Plate             | Estudiantes (LP)        | San Lorenzo                               |
| 1976    | Boca Juniors            | Huracán                 | Estudiantes (LP)                          |
| 1976    | Boca Juniors            | River Plate             | Huracán Talleres (C)                      |
| 1977    | River Plate             | Independiente           | Vélez Sarsfield                           |
| 1977    | Independiente           | Talleres (C)            | Estudiantes (LP) Newell’s Old Boys        |
| 1978    | Quilmes                 | Boca Juniors            | Unión de Santa Fe                         |
| 1978    | Independiente           | River Plate             | Unión de Santa Fe Talleres (C)            |
| 1979    | River Plate             | Vélez Sarsfield         | Rosario Central Independiente             |
| 1979    | River Plate             | Unión de Santa Fe       | Rosario Central Tucumán                   |
| 1980    | River Plate             | Argentinos Juniors      | Talleres (C)                              |
| 1980    | Rosario Central         | Racing (C)              | Newell’s Old Boys Independiente           |
| 1981    | Boca Juniors            | Ferro Carril Oeste      | Newell’s Old Boys                         |
| 1981    | River Plate             | Ferro Carril Oeste      | Independiente Vélez Sarsfield             |
| 1982    | Estudiantes (LP)        | Independiente           | Boca Juniors                              |
| 1982    | Ferro Carril Oeste      | Quilmes                 | Talleres (C) Estudiantes (LP)             |
| 1983    | Independiente           | San Lorenzo             | Ferro Carril Oeste                        |
| 1983    | Estudiantes (LP)        | Independiente           | Argentinos Juniors Temperley              |
| 1984    | Argentinos Juniors      | Ferro Carril Oeste      | Estudiantes (LP)                          |
| 1984    | Ferro Carril Oeste      | River Plate             | San Lorenzo Talleres (C)                  |
| 1985    | Argentinos Juniors      | Vélez Sarsfield         | River Plate                               |
| 1985–86 | River Plate             | Newell’s Old Boys       | Deportivo Español                         |
| 1986–87 | Rosario Central         | Newell’s Old Boys       | Independiente                             |
| 1987–88 | Newell’s Old Boys       | San Lorenzo             | Racing Club                               |
| 1988–89 | Independiente           | Boca Juniors            | Deportivo Español                         |
| 1989–90 | River Plate             | Independiente           | Boca Juniors                              |
| 1990–91 | Newell’s Old Boys       | Boca Juniors            |                                           |
| 1991    | River Plate             | Boca Juniors            | San Lorenzo                               |
| 1992    | Newell’s Old Boys       | Vélez Sarsfield         | Deportivo Español                         |
| 1992    | Boca Juniors            | River Plate             | San Lorenzo                               |
| 1993    | Vélez Sarsfield         | Independiente           | River Plate                               |
| 1993    | River Plate             | Vélez Sarsfield         | Racing Club                               |
| 1994    | Independiente           | Huracán                 | Rosario Central                           |
| 1994    | River Plate             | San Lorenzo             | Vélez Sarsfield                           |
| 1995    | San Lorenzo             | Gimnasia y Esgrima (LP) | Vélez Sarsfield                           |
| 1995    | Vélez Sarsfield         | Racing Club             | Lanús                                     |
| 1996    | Vélez Sarsfield         | Gimnasia y Esgrima (LP) | Lanús                                     |
| 1996    | River Plate             | Independiente           | Lanús                                     |
| 1997    | River Plate             | Colón                   | Newell’s Old Boys                         |
| 1997    | River Plate             | Boca Juniors            | Rosario Central                           |
| 1998    | Vélez Sarsfield         | Lanús                   | Gimnasia y Esgrima (LP)                   |
| 1998    | Boca Juniors            | Gimnasia y Esgrima (LP) | Racing Club                               |
| 1999    | Boca Juniors            | River Plate             | San Lorenzo                               |
| 1999    | River Plate             | Rosario Central         | Boca Juniors                              |
| 2000    | River Plate             | Independiente           | Colón                                     |
| 2000    | Boca Juniors            | River Plate             | Gimnasia y Esgrima (LP)                   |
| 2001    | San Lorenzo             | River Plate             | Boca Juniors                              |
| 2001    | Racing Club             | River Plate             | Boca Juniors                              |
| 2002    | River Plate             | Gimnasia y Esgrima (LP) | Boca Juniors                              |
| 2002    | Independiente           | Boca Juniors            | River Plate                               |
| 2003    | River Plate             | Boca Juniors            | Vélez Sarsfield                           |
| 2003    | Boca Juniors            | San Lorenzo             | Banfield                                  |
| 2004    | River Plate             | Boca Juniors            | Talleres (C)                              |
| 2004    | Newell’s Old Boys       | Vélez Sarsfield         | River Plate                               |
| 2005    | Vélez Sarsfield         | Banfield                | Racing Club                               |
| 2005    | Boca Juniors            | Gimnasia y Esgrima (LP) | Vélez Sarsfield                           |
| 2006    | Boca Juniors            | Lanús                   | River Plate                               |
| 2006    | Estudiantes (LP)        | Boca Juniors            | River Plate                               |
| 2007    | San Lorenzo             | Boca Juniors            | Estudiantes (LP)                          |
| 2007    | Lanús                   | Tigre                   | Banfield                                  |
| 2008    | River Plate             | Boca Juniors            | Estudiantes (LP)                          |
| 2008    | Boca Juniors            | Tigre                   | San Lorenzo                               |
| 2009    | Vélez Sarsfield         | Huracán                 | Lanús                                     |
| 2009    | Banfield                | Newell’s Old Boys       | Colón                                     |
| 2010    | Argentinos Juniors      | Estudiantes (LP)        | Godoy Cruz                                |
| 2010    | Estudiantes (LP)        | Vélez Sarsfield         | Arsenal                                   |
| 2011    | Vélez Sarsfield         | Lanús                   | Godoy Cruz                                |
| 2011    | Boca Juniors            | Racing Club             | Vélez Sarsfield                           |
| 2012    | Arsenal                 | Tigre                   | Vélez Sarsfield                           |
| 2012    | Vélez Sarsfield         | Newell’s Old Boys       | Belgrano                                  |
| 2013    | Newell’s Old Boys       | River Plate             | Lanús                                     |
| 2012–13 | Vélez Sarsfield         | Newell’s Old Boys       |                                           |
| 2013    | San Lorenzo             | Lanús                   | Vélez Sarsfield                           |
| 2014    | River Plate             | Boca Juniors            | Estudiantes (LP)                          |
| 2014    | Racing Club             | River Plate             | Lanús                                     |
| 2015    | Boca Juniors            | San Lorenzo             | Rosario Central                           |
| 2016    | Lanús                   | San Lorenzo             | Estudiantes (LP)                          |
| 2016–17 | Boca Juniors            | River Plate             | Estudiantes (LP)                          |
| 2017–18 | Boca Juniors            | Godoy Cruz              | San Lorenzo                               |
| 2018–19 | Racing Club             | Defensa y Justicia      | Boca Juniors                              |
| 2019–20 | Boca Juniors            | River Plate             | Vélez Sarsfield                           |
| 2021    | River Plate             |                         |                                           |

Megjegyzések
AMATŐR SZERVEZETEK ÁLTAL RENDEZETT BAJNOKSÁGOK
- Federación Argentina de Football (FAF) (1912–1914)
- Asociación Amateurs de Football (AAmF) (1919–1926)
- Liga Argentina de Football (LAF) (1931–1934)

AZ AFA RENDEZÉSÉBEN LEBONYOLÍTOTT BAJNOKSÁGOK
- Amatőr bajnokság (1893–1931)
- Copa de Honor (1936)
- Copa Campeonato (1936)
- Copa de Oro (1936)
- Metropolitano (1967–84)
- Nacional (1967–84)
- Apertura (1991–2012)
- Clausura (1991–2012)
- Torneo Inicial (2012–14)
- Torneo Final (2012–14)
- Superfinal (2012–14)
- Torneo de Transición (2014)

## Bajnoki címek csapatonként
| Klub                    | Bajnok | Második | Bajnoki évek |
| ----------------------- | ------ | ------- | --- |
| River Plate             | 36     | 34      | 1920 , 1932 , 1936 , 1937, 1941, 1942, 1945, 1947, 1952, 1953, 1955, 1956, 1957, 1975 , 1975 , 1977 , 1979 , 1980 , 1981 , 1985–86, 1989–90, 1991 , 1993 , 1994 , 1996 , 1997 , 1999 , 2000 , 2002 , 2003 , 2004 , 2008 , 2014 |
| Boca Juniors            | 34     | 22      | 1919, 1920, 1923, 1924, 1926, 1930, 1931 , 1934 , 1935, 1940, 1943, 1944, 1954, 1962, 1964, 1965, 1969 , 1970 , 1976 , 1981 , 1992 , 1998 , 1999 , 2000 , 2003 , 2005 , 2006 , 2008 , 2011 , 2015, 2016–17, 2017–18, 2019–20   |
| Racing Club             | 18     | 8       | 1913, 1914, 1915, 1916, 1917, 1918, 1919 , 1921 , 1925 , 1949, 1950, 1951, 1958, 1961, 1966, 2001 , 2014 , 2018–19 |
| Independiente           | 16     | 16      | 1922 , 1922 , 1926 , 1938, 1939, 1948, 1960, 1963, 1967 , 1970 , 1971 , 1977 , 1978 , 1983 , 1988–1989, 1994 , 2002 |
| San Lorenzo             | 15     | 16      | 1923 , 1924 , 1927, 1933 , 1936 , 1946, 1959, 1968 , 1972 , 1974 , 1995 , 2001 , 2007 , 2013 |
| Vélez Sarsfield         | 10     | 9       | 1968 , 1993 , 1995 , 1996 , 1998 , 2005 , 2009 , 2011 , 2012 , 2012–2013 |
| Alumni                  | 10     | 2       | 1900, 1901, 1902, 1903, 1905, 1906, 1907, 1909, 1910, 1911 |
| Estudiantes (LP)        | 6      | 6       | 1913 , 1967 , 1982 , 1983 , 2006 , 2010 |
| Newell’s Old Boys       | 6      | 5       | 1974 , 1987–88, 1990–91, 1992 , 2004 , 2013 |
| Huracán                 | 5      | 6       | 1921, 1922, 1925, 1928, 1973 |
| Lomas                   | 5      | 2       | 1893, 1894, 1895, 1897, 1898 |
| Rosario Central         | 4      | 4       | 1971 , 1973 , 1980 , 1986–87 |
| Belgrano                | 3      | 3       | 1899, 1904, 1908 |
| Argentinos Juniors      | 3      | 2       | 1984 , 1985 , 2010 |
| Lanús                   | 2      | 5       | 2007 , 2016 |
| Ferro Carril Oeste      | 2      | 3       | 1982 , 1984 |
| Porteño                 | 2      | 2       | 1912 , 1914 |
| Quilmes                 | 2      | 1       | 1912, 1978 |
| Estudiantil Porteño     | 2      | –       | 1931, 1934 |
| Gimnasia y Esgrima (LP) | 1      | 6       | 1929 |
| Banfield                | 1      | 4       | 2009 |
| Lomas Academy           | 1      | 1       | 1896 |
| Arsenal                 | 1      | –       | 2012 |
| Chacarita Juniors       | 1      | –       | 1969 |
| Sportivo Dock Sud       | 1      | –       | 1933 |
| Sportivo Barracas       | 1      | –       | 1932 |
| St. Andrew's            | 1      | –       | 1891 |

## A Primera División legeredményesebb góllövői
| H. | Játékos             | Gólok | Mérkőzés | Arány | Csapat(ok)                                                                               |
| -- | ------------------- | ----- | -------- | ----- | ---------------------------------------------------------------------------------------- |
| 1  | Arsenio Erico       | 295   | 332      | 0,88  | Independiente (295)                                                                      |
| 2  | Ángel Labruna       | 293   | 515      | 0,56  | River Plate (293)                                                                        |
| 3  | Herminio Masantonio | 256   | 358      | 0,71  | Huracán (254), Banfield (2)                                                              |
| 4  | Manuel Pelegrina    | 231   | 490      | 0,47  | Estudiantes (LP) (221), Huracán (10)                                                     |
| 5  | Martín Palermo      | 227   | 410      | 0,55  | Estudiantes (LP) (34), Boca Juniors (193)                                                |
| 6  | José Sanfilippo     | 226   | 330      | 0,68  | San Lorenzo (200), Boca Juniors (7), Banfield (19)                                       |
| 7  | Ricardo Infante     | 217   | 439      | 0,49  | Estudiantes (LP) (180), Huracán (31), Gimnasia La Plata (6)                              |
| 8  | Oscar Más           | 215   | 429      | 0,50  | River Plate (198), Quilmes (3), Sarmiento (6), Mariano Moreno (7), Huracán Las Heras (1) |
| 9  | Bernabé Ferreyra    | 206   | 197      | 1,04  | Tigre (19), River Plate (187)                                                            |
| 10 | Carlos Bianchi      | 206   | 324      | 0,64  | Vélez Sarsfield (206)                                                                    |

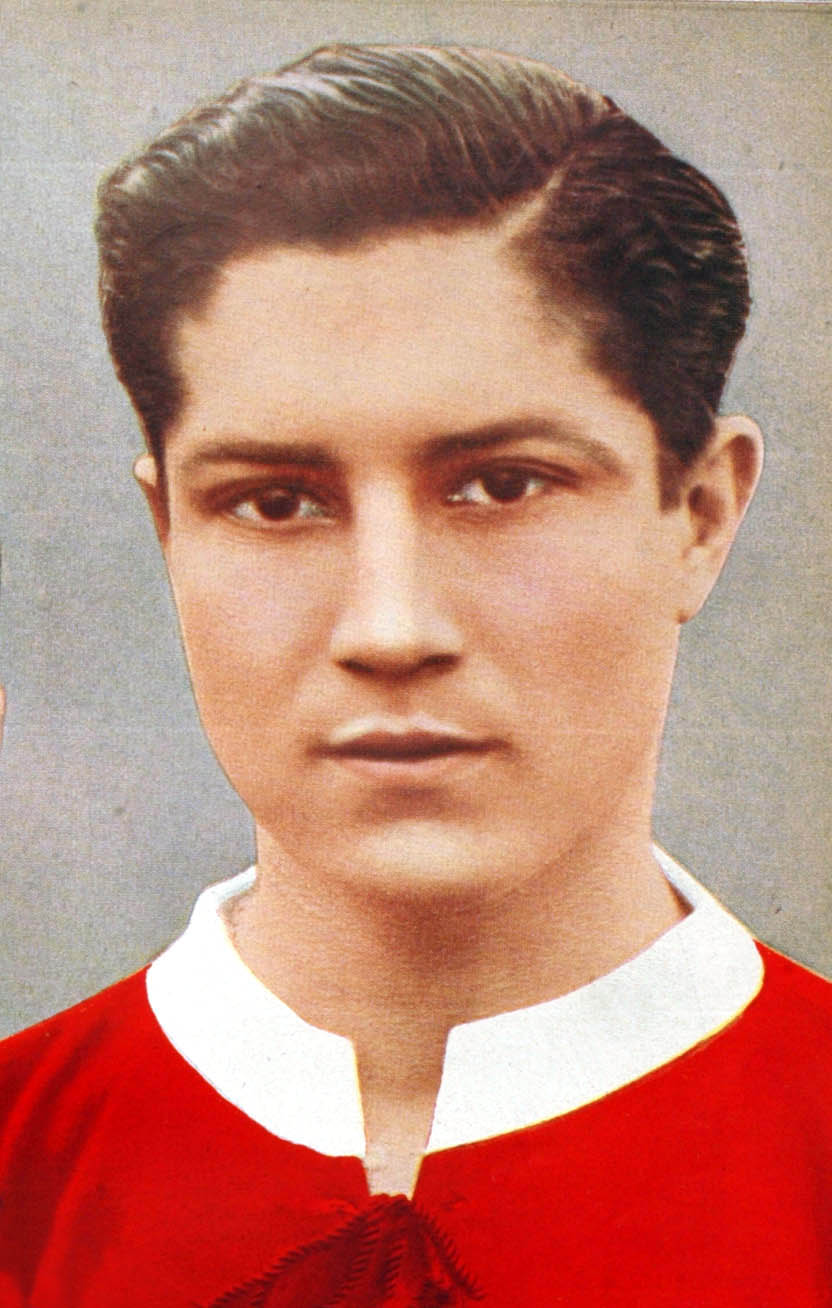
Arsenio Erico csaknem 300 találatot jegyzett pályafutása során
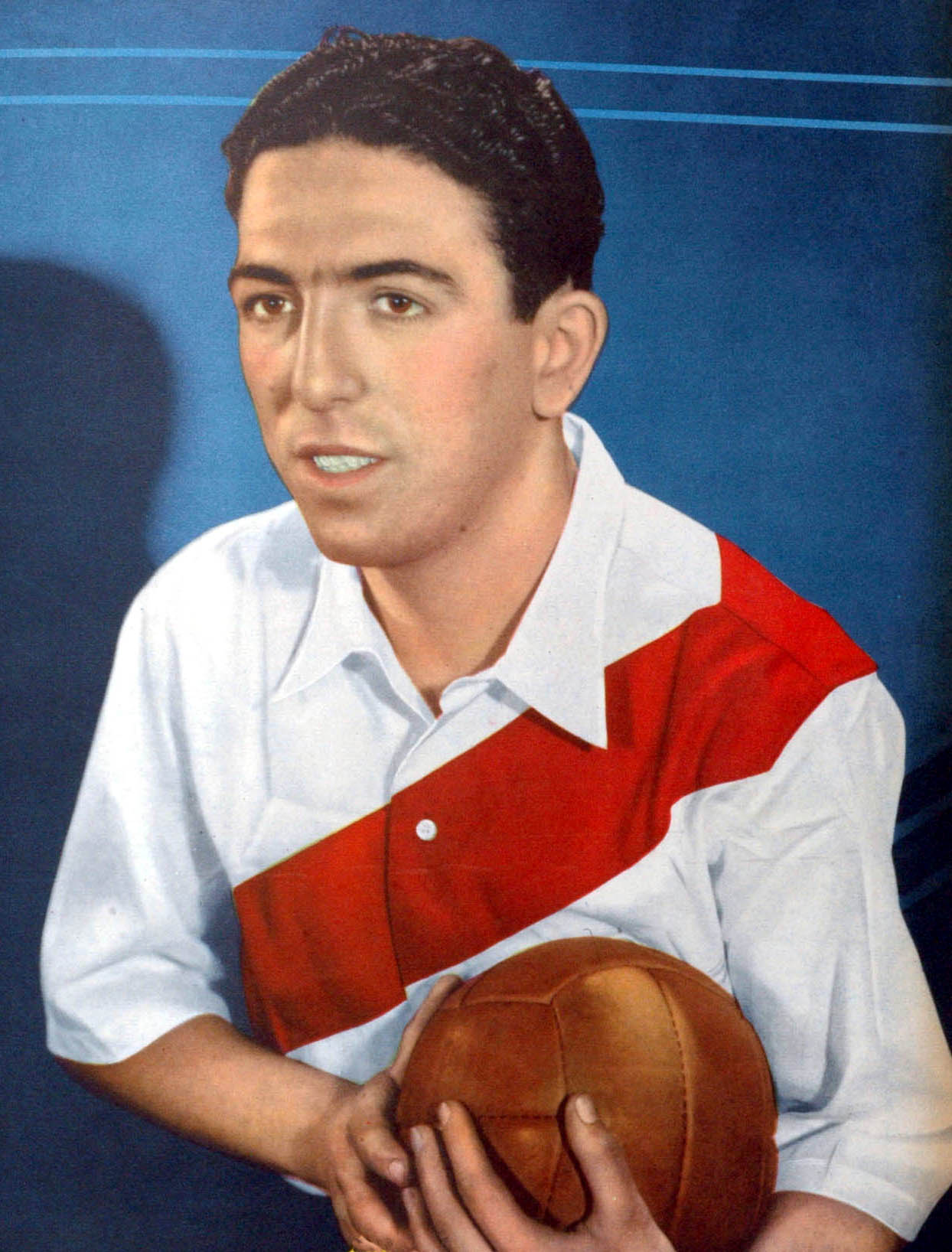
Labruna alig szorult a második helyre
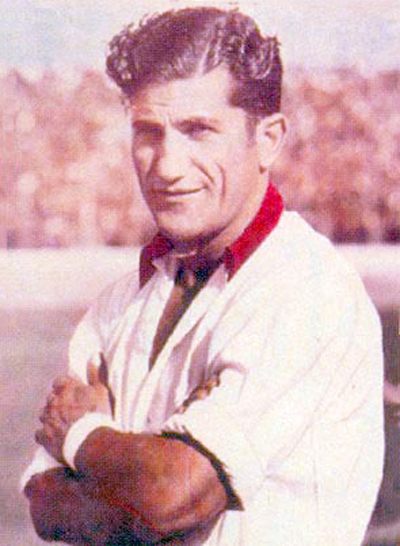
Herminio Masantonio szinte az egész pályafutását a Huracán csapatánál töltötte
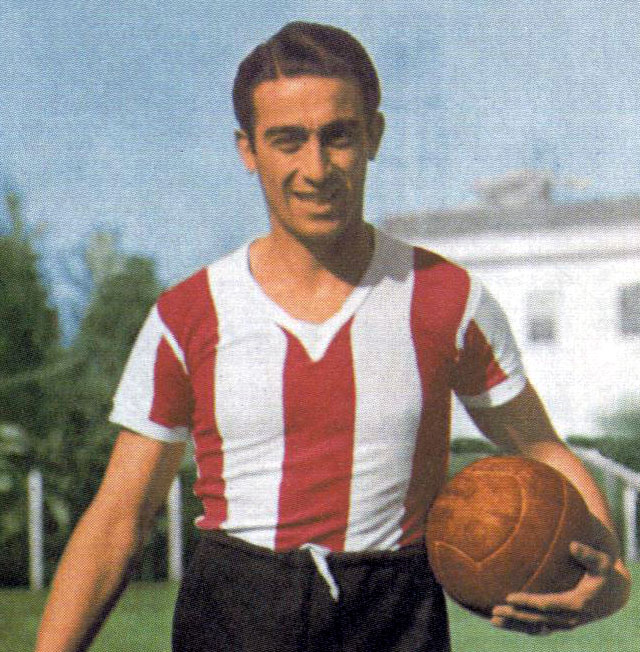
14 éven keresztül volt Manuel Pelegrina az Estudiantes gólgyárosa
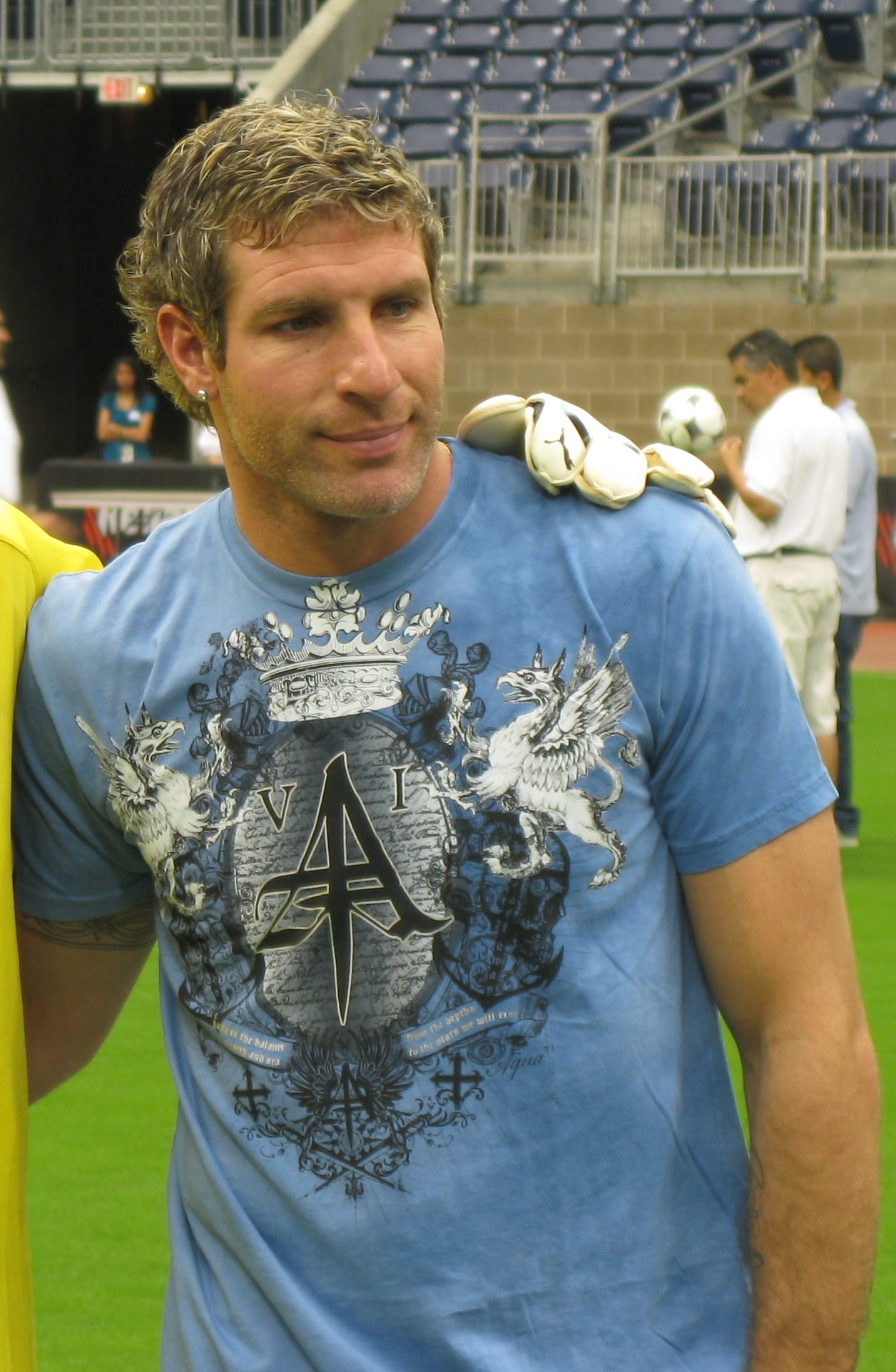
Martín Palermo, az "Őrült Titán", a legfiatalabb a listán